# Modern Life Is Rubbish
Modern Life Is Rubbish – drugi album zespołu Blur, wydany w roku 1993. 

## Lista utworów
| Wydanie brytyjskie 1. „For Tomorrow” – 4:19 2. „Advert” – 3:45 3. „Colin Zeal” – 3:16 4. „Pressure on Julian” – 3:31 5. „Star Shaped” – 3:26 6. „Blue Jeans” – 3:54 7. „Chemical World” – 4:02 - „Intermission” – 2:29 8. „Sunday Sunday” – 2:38 9. „Oily Water” – 5:00 10. „Miss America” – 5:34 11. „Villa Rosie” – 3:55 12. „Coping” – 3:24 13. „Turn It Up” – 3:21 14. „Resigned” – 5:14 - „Commercial Break” – 0:55 | Wydanie amerykańskie 1. „For Tomorrow” – 4:19 2. „Advert” – 3:45 3. „Colin Zeal” – 3:16 4. „Pressure on Julian” – 3:31 5. „Star Shaped” – 3:26 6. „Blue Jeans” – 3:54 7. „Chemical World” – 3:45 8. „Intermission” – 2:29 9. „Sunday Sunday” – 2:38 10. „Oily Water” – 5:00 11. „Miss America” – 5:34 12. „Villa Rosie” – 3:55 13. „Coping” – 3:24 14. „Turn It Up” – 3:21 15. „Pop Scene” – 3:14 16. „Resigned” – 5:14 17. „Commercial Break” – 0:55 18. „When the Cows Come Home" - 3:47 19. „Peach" - 3:56 |

## Certyfikaty i sprzedaż
| Kraj                  | Certyfikat  | Sprzedaż |
| --------------------- | ----------- | -------- |
| Wielka Brytania (BPI) | złota płyta | 100 000+ |